# Hilde Kramer
Hilde Kramer, född 8 mars 1960 i Bærum, är en norsk illustratör. 
Hilde Kramer har utbildning från grafisk linje vid Statens håndverks- og kunstindustriskole i Oslo (1981-1985) och Kunstakademiet i Krakow i Polen (1986-1987). Hon har illustrerat en rad olika böcker, men särskilt arbetat med barnböcker och bilderböcker. 
Hilde Kramer är gift med illustratören Marek Woloszyn. De bor på Enebakkneset i Akershus.